# Eva-Maria Heinrich
Eva-Maria Heinrich (* 25. Juli 1977 in Wernigerode) ist eine deutsche Kommunikationsdesignerin und Professorin für Kommunikationsdesign an der Fakultät Architektur und Gestaltung der Hochschule Konstanz Technik, Wirtschaft und Gestaltung.

## Biografie
Heinrich studierte von 1997 bis 2001 Medieninformatik an der Hochschule Harz und anschließend Kommunikationsdesign an der Kunsthochschule Berlin-Weißensee.
Nach dem Studium arbeitete sie in Berlin als selbstständige Kommunikationsdesignerin im Bereich Kultur und Ausstellungsgestaltung, unter anderem für die Stiftung Topographie des Terrors und die Humboldt-Universität zu Berlin. Von 2014 bis 2018 arbeitete sie als Kreativleitung der Grafik-Abteilung im Stuttgarter Atelier Brückner. 
Schwerpunkte ihrer Arbeit sind unter anderem Kommunikation im Raum (Mediale Installation, Ausstellungsgestaltung, Leit- und Orientierungssysteme), Infografik, Interface- und Interaktionsdesign, sowie Cover- und Plakatgestaltung.
Von 2017 bis 2020 lehrte sie als Dozentin an der Hochschule für Gestaltung Schwäbisch Gmünd in den Studiengängen Kommunikationsgestaltung und Internet der Dinge. Eva-Maria Heinrich wurde 2020 als Professorin für Kommunikationsdesign an die HTWG Konstanz berufen. Seit 2021 ist sie Mitglied des Art Directors Club Deutschland.
Freiberuflich arbeitet sie als Gestalterin, unter anderem für das Deutsche Archäologische Institut, die Hochschule für Musik und Darstellende Kunst Stuttgart und verschiedene Musiker wie den deutschen Jazz-Posaunisten Klaus Heidenreich.

## Veröffentlichungen
- Buchgestaltung für Uwe R. Brückner / Atelier Brückner (Hg.) „20 years of Atelier Brückner“ 2017, ISBN 978-3-9819424-7-7

## Ausstellungen und Vorträge
- 2006 Filminstallation Wasserwelten im White Cube auf der Landesgartenschau Wernigerode, Architektur a_lab, Landschaftsarchitektur HutterReimann + Cejka Landschaftsarchitekten
- 2011 Filminstallation in der Sonderausstellung „Die geretteten Götter aus dem Palast vom Tell Halaf“ im Pergamonmuseum, Staatliche Museen zu Berlin, Ausstellungsgestaltung neo.studio
- 2013 Ausstellungsgrafik für die Dauerausstellung „Alltag Zwangsarbeit 1938–1945“ im Dokumentationszentrum der Stiftung Topographie des Terrors Berlin, Ausstellungsgestaltung büroberlin
- 2015 Vortrag „Typografie und Szenografie“ auf der AType Konferenz für die Typografische Gesellschaft München
- 2015 Vortrag „1 × Berge 1× Altern 1 × Archäologie = 3 Ausstellung“ in der Vorlesungsreihe Xtensions der LAZI Akademie, Esslingen, 2015
- 2016 Ausstellungsgrafik für die Dauerausstellung „Archäologie Schweiz“ im Landesmuseum Zürich, Schweiz, als Kreativleitung Grafik im Atelier Brückner, Ausstellungsgestaltung Atelier Brückner
- 2017 Ausstellungsgrafik für die Sonderausstellung „Wieland Wagner“ im Richard-Wagner-Museum in Bayreuth, als Kreativleitung Grafik im Atelier Brückner, Ausstellungsgestaltung Atelier Brückner[4]
- 2017 Vortrag „Zwischen Raumbild und Weltbild – Mut zur Szenografie“ zum Internationaler Museumstag ICOM, Open Atelier Brückner, Stuttgart,
- 2017 Vortrag „Szenografie im Museum“ im Rahmen des ADC-Seminar „Kommunikation im Raum“, Stuttgart
- 2021 Ausstellung „Stoff. Blut. Gold. Auf den Spuren der Konstanzer Kolonialzeit“ im Kulturzentrum am Münster der Stadt Konstanz in Kooperation mit Kirsten Mahlke und Frank Forell mit Studierenden der HTWG Konstanz, der Universität Konstanz und der HSKL Hochschule Kaiserslautern[5]

## Sonstiges
Ihre Schwester Anne-Christine und ihr Schwager Klaus Heidenreich sind Jazzmusiker.